# Jennette McCurdy
Jennette Michelle Faye McCurdy (Los Ángeles, 26 de junio de 1992), conocida como  Jennette McCurdy, es una escritora, cineasta, exactriz y excantante estadounidense. Su interpretación como Sam Puckett en la comedia situacional iCarly (2007–2012), producida por Nickelodeon, le valió cuatro Kids Choice Awards, entre otros reconocimientos. Repitió el personaje en la serie derivada Sam & Cat (2013-2014), después de la cual salió de Nickelodeon. Ha aparecido en otras series de televisión, como Malcolm in the Middle (2003-2005), Zoey 101 (2005), Lincoln Heights (2007), True Jackson, VP (2009–2010), y Victorious (2012). McCurdy produjo, escribió y protagonizó su propia serie web titulada ¿Qué sigue para Sarah? (2014) y dirigió la serie de ciencia ficción Between (2015-2016).
En el ámbito musical, lanzó de forma independiente su sencillo debut «So Close» en 2009. Lanzó su obra extendida debut, Not That Far Away, en 2010. Su segunda obra extendida homónima fue lanzada en 2012, seguida de su álbum de estudio debut homónimo más tarde ese año. Su sencillo principal «Generation Love» debutó en el puesto 57 en la lista Billboard Hot Country Songs y alcanzó su punto máximo en el puesto 44.
En 2018, abandonó la actuación y decidió seguir una carrera como guionista y directora. En 2020, comenzó a presentar un pódcast de entrevistas titulado, Empty Inside. En 2022, publicó I'm Glad My Mom Died, un libro de memorias que rápidamente encabezó las listas de best seller y recibió elogios de la crítica por su descripción de las presiones que enfrentó como estrella infantil, y el comportamiento abusivo de su madre fallecida.

## Primeros años
McCurdy fue criada en Garden Grove, California en una familia relativamente pobre que era miembro de la La Iglesia de Jesucristo de los Santos de los Últimos Días. Su madre, Debra McCurdy, la educó en casa a ella y a sus tres hermanos mayores. Su padre no biológico, Mark McCurdy, tenía dos trabajos.

## Carrera en televisión, películas y música

### 2000-2006: Inicios
En el año 2000, a los ocho años de edad, Jennette McCurdy comenzó su carrera en la televisión con una aparición en el programa de comedia MADtv. Durante los años siguientes, participó en diversas series de televisión reconocidas, interpretando papeles secundarios y cameos en producciones populares como CSI: Crime Scene Investigation, Malcolm in the Middle, Lincoln Heights, Will & Grace, Zoey 101, True Jackson, VP, Law & Order: SVU, Medium, Judging Amy, The Inside, Karen Sisco, Over There y Close to Home. Estas participaciones le permitieron adquirir experiencia en diferentes géneros, desde el drama hasta la comedia.
En 2003, McCurdy tuvo la oportunidad de actuar junto a Harrison Ford, a quien consideraba una de sus mayores inspiraciones, en la película de acción y comedia Hollywood Homicide. Aunque su papel fue menor, esta experiencia le permitió familiarizarse con la industria cinematográfica y trabajar con actores de renombre.
Su talento comenzó a ser reconocido y, en 2005, su interpretación de Hailey Campos en la serie médica Strong Medicine le valió una nominación al Young Artist Award en la categoría de Mejor Actriz Joven Invitada en una Serie de Televisión. Este reconocimiento marcó un punto importante en su carrera y la ayudó a obtener más oportunidades en la televisión.
Además de su trabajo como actriz, McCurdy apareció en numerosos comerciales y campañas publicitarias. Entre ellos, destacó su participación en un anuncio para la compañía de telefonía móvil Sprint, así como en un comercial sobre seguridad en viajes por carretera. Su imagen comenzó a ganar popularidad, lo que llevó a que más adelante se convirtiera en la embajadora oficial de la línea de ropa de la perrita francesa Rebecca Bonbon. Esta colaboración con la marca la posicionó como una figura influyente en el público infantil y juvenil.
Durante estos primeros años, McCurdy fue consolidando su presencia en la industria del entretenimiento, lo que le permitió dar el siguiente gran paso en su carrera con su participación en la serie que la llevaría a la fama mundial.

### 2007-2012:iCarlyy música

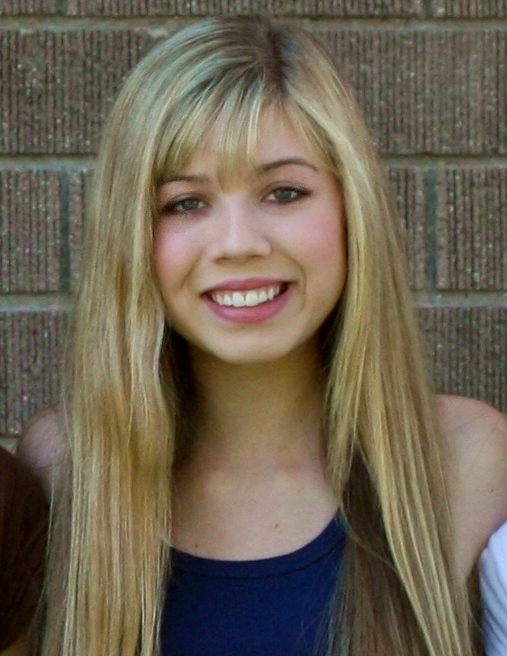
Fotografiada a los 16 años, en 2008.

De 2007 a 2012, protagonizó como Sam Puckett en la serie de televisión de Nickelodeon iCarly. En 2008, fue nominada a un premio Young Artist por su trabajo en iCarly, y por su intervención como Dory Sorenson en el telefilme The Last Day of Summer (2007). 
En junio de 2008, anuncio en su página web que estaba trabajando en su álbum debut. Su primer sencillo "So Close" fue publicado el 10 de marzo de 2009. Su segundo sencillo, "Homeless Heart", una versión de una canción de Amanda Stott, fue publicado el 19 de mayo. La canción fue publicada en honor del recientemente fallecido amigo de Jennette, Cody Waters, quien murió a la edad de 9 años de cáncer cerebral, y el 20% de lo recaudado fue donado a la fundación de Cody Waters.

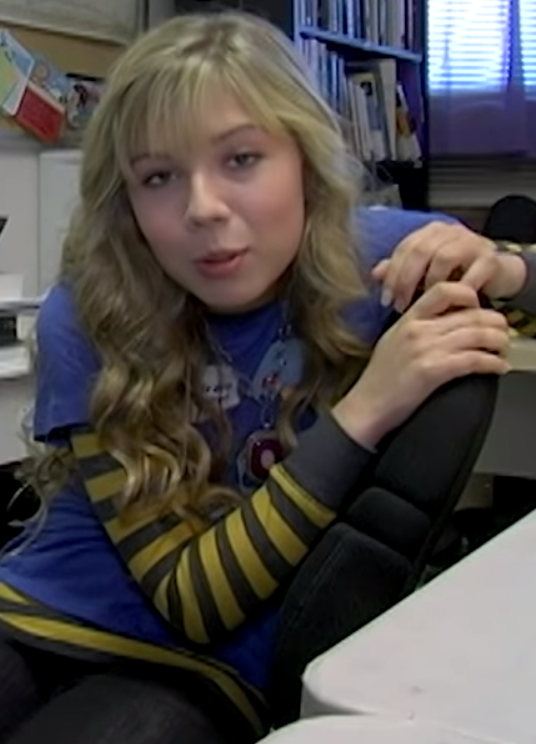
Caracterizada como Sam Puckett, su personaje en iCarly, c. 2009.

Conoció a Cody Waters a través de St. Jude Children's Research Hospital. Después de que el sencillo "So Close" fuera publicado en marzo de 2009, McCurdy anunció que su álbum debut iba a ser publicado el 30 de junio de 2009. Cuando junio terminó, ningún álbum había sido publicado y el 6 de julio de 2009, McCurdy anunció que había firmado un contrato con Capitol Records Nashville.
En 2010 apareció en la serie True Jackson VP en el papel de Pinky Turzo amiga/enemiga de Jackson (Keke Palmer), también hizo el personaje de Bertha en Fred: The Movie aunque no la eligieron y fue sucedida por Daniella Monet, una película de la celebridad de YouTube, Fred Figglehorn. En 2011 protagonizó la película Best Player junto a Jerry Trainor. El 16 de abril del mismo año, muestras de canciones seleccionadas del siguiente álbum Country de Jennette fueron reveladas al público. Las canciones fueron "Not That Far Away", "Never Let Me Down", "Break Your Heart", "Better", "Stronger", y "Put Your Arms Around Someone". Las canciones fueron publicadas en el orden en el que los fanes votaron por cual querían que fuera el primer sencillo de McCurdy. "Not That Far Away" ganó, y fue publicada en el radio el 24 de mayo de 2010 y en iTunes el 1 de julio. Ella publicó un álbum "EP" en agosto de 2010 en el cual añadió nuevas canciones, incluyendo "Stronger", "Put Your Arms Around Someone", "Break Your Heart" y "Me with You". También, otra de sus canciones "Stronger" fue publicada después en NOW That's What I Call Music! Vol. 35 el 31 de agosto de 2010.
Jennette lanzó digitalmente su nuevo sencillo "Generation Love" el 15 de marzo de 2011, incluido en su álbum debut que salió a la venta el 5 de junio de 2012. En agosto, después de que se informó que McCurdy tendría una serie en Nickelodeon llamada Sam and Cat, una serie derivada de iCarly y Victorious. Es hecha por el mismo creador de ambas series, Dan Schneider, y es protagonizada por Sam Puckett (Jennette McCurdy) y Cat Valentine (Ariana Grande), dos chicas que se convierten en mejores amigas y compañeras. Ellas aman su libertad e independencia, pero pronto se dan cuenta de que la diversión y la aventura no es barata. En lugar de recibir después de la escuela tradicional puestos de trabajo, Sam y Cat se convierten en empresarias adolescentes para iniciar su propio negocio de cuidadoras de niños.

### 2013-2016:Sam y CatyBetween
En 2013, Jennette coprotagonizó la película original de Nickelodeon, Swindle, con Noah Crawford, Ariana Grande, Ciara Bravo, Noah Munck y Chris O'Neal entre otros. Fue estrenada en agosto de 2013.
En 2014, Sam & Cat fue cancelada y meses después Jennette fue seleccionada para protagonizar Between una serie de suspenso de televisión producida por City TV y Netflix. Esta serie, ambientada en la ciudad ficticia de Pretty Lake, cuenta la historia de un pueblo azotado por un virus desconocido, que se activa con el reloj biológico humano, matando a todas las personas mayores de 22 años. La serie debutó en 2015 en Canadá y mundialmente a través de Netflix, compañía que debido a su éxito, decidió renovar por una segunda temporada, la cual fue estrenada en julio de 2016.
En 2015, Jennette confirmó por Twitter, que estaba trabajando en una nueva película llamada Pet, estrenada en 2016.

### 2016-2018: trabajos posteriores y retiro de la actuación
En 2018, McCurdy hizo su debut como directora de cine con un cortometraje titulado Kenny. 
La película dramática, escrita y dirigida por ella, se inspiró en la muerte de su madre y cuenta con un equipo de mujeres. Kenny apareció en The Hollywood Reporter y en Short of the Week. Desde entonces ha lanzado tres cortometrajes que escribió y dirigió: The Grave, The McCurdys, un cortometraje semiautobiográfico basado en su infancia, y Strong Independent Women, un cortometraje que trata sobre los trastornos alimentarios. A fines de 2018, anunció que espera dirigir más películas.

## Carrera como escritora y otros proyectos
En 2020, Jennette McCurdy creó y protagonizó un espectáculo de tragicomedia titulado I'm Glad My Mom Died, una obra unipersonal que presentó en varios teatros de Los Ángeles y Nueva York. El espectáculo abordaba temas personales, incluida su complicada relación con su madre y su experiencia en la industria del entretenimiento. Sin embargo, la producción tuvo que ser suspendida debido a la pandemia de COVID-19 en los Estados Unidos.  Durante el confinamiento, McCurdy recurrió a YouTube como un medio de expresión personal. En abril de 2020, publicó un video en el que interpretaba una canción original sobre las implicaciones personales de la cuarentena en relación con su trastorno alimentario, un problema sobre el que había hablado públicamente por primera vez en 2019.  En julio del mismo año, lanzó un nuevo video anunciando el inicio de su pódcast Empty Inside, donde abordaba temas como la salud mental, la autoimagen y sus experiencias en la industria del entretenimiento, además de entrevistar a diversas personalidades.  En febrero de 2021, McCurdy sorprendió a sus seguidores al revelar que no planeaba regresar a la actuación. Explicó que se sentía "avergonzada" de muchos de los papeles que había interpretado en su infancia y adolescencia, mencionando que su carrera en la actuación no fue una decisión personal, sino una obligación para ayudar a mantener económicamente a su familia.  Además, expresó que su retiro definitivo se dio tras la muerte de su madre en 2013, ya que su carrera había sido en gran parte impulsada por la presión materna.  Desde su retiro, McCurdy ha centrado su energía en la escritura, la dirección y la producción de contenido independiente, alejándose del entretenimiento convencional y explorando nuevas formas de expresión artística.  
El 9 de agosto de 2022, publicó un libro de memorias titulado I'm Glad My Mom Died, en cuya portada se la ve tomando una urna en la que sobresalen confetis, y en el que da  detalles sobre el abuso psicológico y sexual que vivió por parte de su madre, además de contar los trastornos alimenticios que padeció de anorexia y la bulimia.

## Vida personal

### Relación con su madre
McCurdy ha descrito la estrecha relación que tenía con su madre como abusiva y «el latir de su vida». Cuando McCurdy tenía entre dos y tres años, su madre fue diagnosticada con cáncer de mama, por lo que esta se sometió a varias cirugías, quimioterapia y un trasplante de médula ósea. En 2010, el cáncer de su madre volvió y en 2013 murió; McCurdy tenía 21 años.
Tiempo después reveló que había sido abusada emocional y sexualmente por su madre. En una entrevista con la revista People, dijo: «las emociones de mi madre eran tan erráticas que era como caminar sobre la cuerda floja todos los días». De acuerdo a ella, su madre la obligó a actuar cuando tenía seis años para mantener económicamente a su familia y porque su madre quería convertirse en actriz. Afirmó que su mamá estaba «obsesionada con convertirla en una estrella» y detalló cómo su madre contribuyó a su trastorno alimentario al introducirle una restricción calórica a los 11 años.
Reveló que hasta los 16 o 17 años, su madre le hacía exámenes vaginales y en los senos, aparentemente como una prueba de detección de cáncer, y nunca la dejaba bañarse sola. También comentó que se negó a aparecer en el revival de iCarly debido al recordatorio del abuso de su madre durante el programa original, y por haber aparecido en la serie derivada Sam & Cat para complacer a su madre. Declaró en una entrevista que nunca recibió su pago completo por sus años de carrera como actriz infantil porque su Coogan account, una cuenta de banco perteneciente a un proyecto de ley para actores infantiles de California, no había sido debidamente archivada.
En su libro de memorias publicado en 2022 I'm Glad My Mom Died, cuya portada la muestra mirando hacia arriba y sosteniendo una urna rosa con confeti derramándose por los lados de la misma, describió con más detalle la influencia abusiva y controladora de su madre.

### Relaciones románticas
McCurdy salió con el jugador de baloncesto estadounidense Andre Drummond en 2013.

### Problemas de salud
En marzo de 2019, McCurdy reveló públicamente en un artículo del Huffington Post que, desde los 11 años, padecía anorexia, y posteriormente bulimia. En el artículo, McCurdy describe cómo su madre y la industria del entretenimiento contribuyeron a sus trastornos alimenticios, buscando ayuda después de que su cuñada notara su trastorno por medio de situaciones que le ocurrieron, como perder un diente por regurgitar fluidos estomacales que desgastaron su esmalte dental, y desmayarse en el piso del baño de Miranda Cosgrove por deshidratación.
Además de sus trastornos alimenticios, McCurdy es una alcohólica en recuperación, ya que poco antes de la muerte de su madre comenzó a beber en exceso.

### Relación con su padre biológico
McCurdy no supo, hasta después de la muerte de su madre, que el marido de Debra no era su padre biológico. En sus memorias, describió a su papá biológico como un músico de jazz llamado Andrew, quien más tarde fue identificado como el trombonista y músico de jazz estadounidense Andy Martin. Ambos se han conocido en persona al menos una vez.

## Filmografía
| Películas | Películas                  | Películas                | Películas                                                 |
| Año       | Película                   | Personaje                | Notas                                                     |
| --------- | -------------------------- | ------------------------ | --------------------------------------------------------- |
| 2001      | Shadow Fury                | Anna Markov              | Personaje secundario                                      |
| 2002      | My Daughter's Tears        | Mary Fields              | Protagonista                                              |
| 2003      | Hollywood Homicide         | Van Family Daughter      | Personaje Secundario                                      |
| 2003      | Taylor Simmons             | Amanda Simmons           | Protagonista                                              |
| 2004      | Breaking Dawn              | The Little Girl          | Personaje Secundario                                      |
| 2004      | Tiger Cruise               | Kiley Dolan              | Personaje Secundario, Película Original de Disney Channel |
| 2005      | See Anthony Run            | Lucy                     | Cortometraje                                              |
| 2006      | Against Type               | Meredith                 | Película de TV                                            |
| 2007      | The Last Day of Summer     | Dory Sorenson            | Coprotagonista, Película Original de Nickelodeon          |
| 2008      | iCarly en Japón            | Sam Puckett              | Coprotagonista, Nickelodeon                               |
| 2009      | Minor Details              | Mia                      | Villana Principal, Disney                                 |
| 2010      | Fred: The Movie            | Bertha Lupershow         | Coprotagonista, Película Original de Nickelodeon          |
| 2011      | Best Player                | Chris "Prodigy" Saunders | Protagonista, Película Original de Nickelodeon            |
| 2011      | The Goree Girls            | Billie Crow              |                                                           |
| 2011      | Fiesta Con Victorious      | Sam Puckett              | Coprotagonista, Nickelodeon                               |
| 2011      | Floquet de Neu             | Petunia (voz)            | Doblaje                                                   |
| 2012      | Ice Age: Continental Drift | Rori                     | Película de cines                                         |
| 2013      | Swindle                    | Savannah Drysdale        | Protagonista, Película Original de Nickelodeon            |
| 2015      | Almost Heroes 3D           | Sue (voz)                | Pre-Producción                                            |
| 2016      | Pet                        | Claire                   | Protagonista, Pre-Producción                              |

| Televisión | Televisión                   | Televisión                    | Televisión                                                     |
| Año        | Serie                        | Personaje                     | Notas                                                          |
| ---------- | ---------------------------- | ----------------------------- | -------------------------------------------------------------- |
| 2000       | MADtv                        | Cassidy Gifford               | Invitada (Temporada 6, episodio 1)                             |
| 2002       | C.S.I.                       | Jackie Trent                  | "Cats in the Cradle" (Temporada 2, episodio 20)                |
| 2003       | Malcolm in the Middle        | Daisy                         | "If Boys Were Girls" (Temporada 4: episodio 10)                |
| 2004       | Karen Sisco                  | Josie Boyle                   | "No One's Girl" (Temporada 1, episodio 9)                      |
| 2004       | Strong Medicine              | Hailey Campos                 | "Selective Breeding" (Temporada 5, episodio 14)                |
| 2005       | Law & Order: S.V.U.          | Holly Purcell                 | "Contagious" (Temporada 6, episodio 11)                        |
| 2005       | Medium                       | Sara Crewson                  | "Coded" (Temporada 1, episodio 9)                              |
| 2005       | Judging Amy                  | Amber Reid                    | "My Name is Amy Gray" (Temporada 6, episodio 22)               |
| 2005       | The Inside                   | Madison St. Clair             | "Everything Nice" (Temporada 1, episodio 4)                    |
| 2005       | Over There                   | Lynne                         | "Situation Normal" (Temporada 1, episodio 8)                   |
| 2005       | Malcolm in the Middle        | Penelope                      | "Buseys Take a Hostage" (Temporada 6: episodio 21)             |
| 2005       | Zoey 101                     | Trisha Kirby                  | "Chica Mala" (Temporada 2, episodio 5)                         |
| 2006       | Will & Grace                 | Lisa                          | "Von Trapped" (Temporada 8, episodio 10)                       |
| 2006       | Close to Home                | Stacy Johnson                 | "Escape" (Temporada 1, episodio 16)                            |
| 2007       | Lincoln Heights              | Beckie                        | Recurrente, 3 episodios                                        |
| 2007-2012  | iCarly                       | Sam Puckett / Melanie Puckett | Coprotagonista                                                 |
| 2009-2010  | True Jackson, VP             | Pinky Turzo                   | Personaje Recurrente                                           |
| 2009       | The Ellen DeGeneres Show     | Ella misma                    | Invitada                                                       |
| 2010       | BrainSurge                   | Ella misma                    | 5 episodios                                                    |
| 2010       | The Penguins of Madagascar   | Becky                         | "Badger Pride" (Temporada 2, episodio 23)                      |
| 2010       | 7 Secretos                   | Ella misma                    | "7 Secrets with Miranda Cosgrove"                              |
| 2010       | Glenn Martin, DDS            | Mazy (voz)                    | "Courney's Pony" (Temporada 2, episodio 16)                    |
| 2010       | The Cleveland Show           | Chica #1 (voz)                | "Little Man on Campus" (Temporada 2, episodio 5)               |
| 2010       | Big Time Rush                | Fan                           | "Big Time Concert" (Temporada 1: episodios 19-20)              |
| 2011       | Cupcake Wars                 | Ella misma                    | "Jennette McCurdy Country Cupcakes" (Temporada 3, episodio 13) |
| 2011       | Una noche con...             | Ella misma / Sam Puckett      | Especial de entrevistas "Una noche con iCarly"                 |
| 2012       | Victorious                   | Ponnie / Fawn                 | "Crazy Ponnie" (Temporada 3, episodio 12)                      |
| 2012       | Buckett & Skinner            | Devon                         | "Epic Break-ups" (Temporada 1, episodios 17-18)                |
| 2012       | Figure It Out                | Ella misma                    | Panelista, 4 episodios                                         |
| 2012       | Camp Orange: Girls VS Boys   | Ella misma                    | Coanfitriona                                                   |
| 2012-2014  | You Gotta See This           | Ella misma                    | 3 episodios                                                    |
| 2013       | Ben and Kate                 | Bethany                       | "Gone Fishin" (Temporada 1, episodio 14)                       |
| 2013       | Late Night with Jimmy Fallon | Ella misma                    | Invitada (Temporada 5, episodio 91)                            |
| 2013       | TeenNick: HALO Awards        | Ella misma                    | Anfitriona                                                     |
| 2013-2014  | Sam & Cat                    | Sam Puckett / Melanie Puckett | Protagonista                                                   |
| 2014       | Una noche con...             | Ella misma / Sam Puckett      | Especial de entrevistas "Una noche con Sam & Cat"              |
| 2014       | The Birthday Boys            | Kendra Taylor                 | "Love Date Hump" (Temporada 2, episodio 5)                     |
| 2015       | The Penguins of Madagascar   | Becky                         | "Tunnel of Love" (Temporada 3, episodio 29)                    |
| 2015       | Comedy Bang! Bang!           | Allie Dawson                  | "Simon Helberg Wears a Sky Blue Button Down and Jeans"         |
| 2015       | The Tonight Show             | Ella misma                    | "David Spade/Jennette McCurdy/ASAP Rock"                       |
| 2015       | Robot Chicken                | TBA                           | Voz                                                            |
| 2015-2016  | Between                      | Wiley Day                     | Protagonista, serie de City TV-Netflix                         |

### Web
| Serie | Serie                                                     | Serie         | Serie                                        |
| Año   | Serie                                                     | Personaje     | Notas                                        |
| ----- | --------------------------------------------------------- | ------------- | -------------------------------------------- |
| 2007  | iCarly (vídeos realizados para iCarly.com)                | Sam Puckett   | Coprotagonista                               |
| 2014  | What's Next for Sarah                                     | Sarah Bronson | Protagonista, creadora, productora ejecutiva |
| 2015  | Between the Lines: Pretty Lake High - Yearbook Assignment | Wiley         |                                              |

### Videos Musicales
| Video Musical | Video Musical      | Video Musical          | Video Musical                                 |
| Año           | Título             | Rol                    | Notas                                         |
| ------------- | ------------------ | ---------------------- | --------------------------------------------- |
| 2007          | Leave It All To Me | Sam Puckett/Ella misma | Video Musical de Miranda Cosgrove para iCarly |

## Premios y nominaciones
| Año  | Nominación                   | Categoría                                                                             | Trabajo                | Resultado |
| ---- | ---------------------------- | ------------------------------------------------------------------------------------- | ---------------------- | --------- |
| 2005 | Young Artist Awards          | Mejor Actuación en Una Serie de Televisión - Actriz Joven Invitada                    | Strong Medicine        | Nominada  |
| 2008 | Young Artist Awards          | Mejor Actuación en Una Película de TV, Miniserie o Especial - Actriz Joven de Reparto | The Last Day of Summer | Nominada  |
| 2008 | Young Artist Awards          | Mejor Actuación en Una Serie de TV - Actriz Joven de Reparto                          | iCarly                 | Nominada  |
| 2009 | Young Artist Awards          | Mejor Actuación en Una Serie de TV (Comedia o Drama) - Actriz Joven de Reparto        | iCarly                 | Nominada  |
| 2009 | Teen Choice Awards           | Mejor TV: Compañero                                                                   | iCarly                 | Nominada  |
| 2011 | Kids Choice Awards           | Compañero de TV Favorito                                                              | iCarly                 | Ganadora  |
| 2011 | Teen Choice Awards           | Mejor TV: Escena Femenina                                                             | iCarly                 | Nominada  |
| 2011 | Teen Choice Awards           | Mejor Música: Artista Femenina del País                                               | Ella misma             | Nominada  |
| 2011 | Meus Prêmios Nick Brasil     | Personaje Más Divertido                                                               | iCarly                 | Ganadora  |
| 2012 | Kids Choice Awards           | Compañero de TV Favorito                                                              | iCarly                 | Ganadora  |
| 2013 | Kids Choice Awards Australia | Estrella de Nick Australia favorita                                                   | iCarly                 | Nominada  |
| 2013 | Meus Prêmios Nick Brasil     | Personaje de TV favorito                                                              | iCarly                 | Nominada  |
| 2014 | Kids Choice Awards           | Actriz de TV favorita                                                                 | Sam & Cat              | Nominada  |